# Туркестанска автономна съветска социалистическа република
Туркестанската АССР е автономно образувание в състава на РСФСР от 30 април 1918 до 27 октомври 1924 г.
Има население над 5 млн. души. Столица е град Ташкент. На територията на ТАССР са създадени Узбекска ССР, Туркменска ССР, Таджикска АССР, Кара-Киргизка АО, Каракалпакска АО.